# Phanotea lata
Phanotea lata är en spindelart som beskrevs av Griswold 1994. Phanotea lata ingår i släktet Phanotea och familjen Zoropsidae. Inga underarter finns listade i Catalogue of Life.